# Władimir Diatczin
Władimir Fiodorowicz Diatczin (ur. 14 października 1982 w Lipiecku) – rosyjski pływak, wielokrotny medalista mistrzostw świata w pływaniu na otwartym akwenie. Na mistrzostwach świata w Barcelonie i Melbourne zdobył złote medale na dystansie 10 km. Na tym samym dystansie w Fukuoce zdobył srebrny medal. Jest także brązowym medalistą z Barcelony na 5 km i z  mistrzostw świata w pływaniu 2009 roku Rzymie na otwartym akwenie z czasem 5:29:29,3.